# Det Kongelige Danske Hof
Det Kongelige Danske Hof er det danske kongehus' husholdning og består af en række Hofstater.

## Hendes Majestæt Dronningens hofstat

### Hofmarskallen
Hofmarskallen er hoffets chef og administrator.

### Hofmarskallatet
Hofmarskallatet er sekretariatet for H.M. Dronningen. 

### Ceremonimesteren
Ceremonimesteren er ansvarlig for de ceremonielle begivenheder, fx tilrettelæggelse af statsbesøg og officielle selskabeligheder.

### Den Kongelige Civillistes økonomikontor
Den Kongelige Civillistes økonomikontor er ledet af økonomichefen, der er ansvarlig for Hoffernes og de kongelige fondes regnskaber og budgetter.

### Etaten
Hof-etaten udfører en lang række praktiske servicefunktioner som betjening, kørsel, rengøring og madlavning.

### Værkstedshuset
Værkstedslederen har ansvaret for Civillistens interne værkstedsfunktioner, der omfatter: Snedker, maler, tapetserer og systue. 

### Den Kongelige Stald-Etat
Den Kongelige Stald-Etat foretager den ceremonielle kørsel for Kongehuset og ledes af den kongelige staldmester.

### Hendes Majestæt Dronningens Håndbibliotek
Dronningens (eller Kongens) håndbibliotek blev etableret på Christiansborg Slot af Frederik 5. i 1746 og er siden blevet en permanent institution. Biblioteket ledes af Hendes Majestæt Dronningens Håndbibliotekar.

### Hendes Majestæt Dronningens Adjudantstab
Adjudantstaben er en instans under Forsvarsministeriet, der er stillet til rådighed for Dronningen som statsoverhoved. Adjudantstaben er det formelle bindeled mellem Kongehuset og Forsvaret og staben udgøres af ni personer: En adjudantstabschef, der har rang af Oberst fra Hæren og dertil 2 adjudanter fra hvert værn (Hæren, Søværnet og Flyvevåbnet) med rang af major/orlogskaptajn samt to konstabler..

### Hendes Majestæt Dronningens Jagtkaptajn
Jagtkaptajnen er kommandør i Søværnet og chef på Kongeskibet Dannebrog og er Dronningens direkte kontakt til Søværnet og rådgiver i maritime spørgsmål.

### Kongelig Jægermester ved Statsskovene
Jægermesteren er statsskovrider og er bindeledet mellem kongehuset og statsskovvæsnet. Han arrangerer de årlige jagter.

### Kongelig Konfessionarius
Den kongelige konfessionarius er Dronningens personlige sjælesørger og kongefamiliens huspræst.

### Kabinetssekretariatet
Kabinetssekretariatet ledes af Kabinetssekretæren. Sekretariatet yder bistand, der angår Hendes Majestæt Dronningens funktion som statsoverhoved.

### De Kongelige Ridderordeners Kapitel
Institutionen kaldes i daglig tale Ordenskapitlet. Det er grundlagt i forbindelse med Dannebrogordenens reorganisering i 1808 og er historisk set ikke en del af hofstaterne, da det står direkte under monarken som ordensherre.

## Deres Kongelige Højheder Kronprinsen og Kronprinsessens Hofstat
Hofstaten ledes af hofchefen.

## Deres Kongelige Højheder Prins Joachim og Prinsesse Maries Hofstat
Hofstaten ledes af privatsekretæren.

## Hendes Kongelige Højhed Prinsesse Benediktes Hofstat
Hofstaten ledes af privatsekretæren.

## Tidligere stillinger ved hoffet
- Den kongelige køgemester, ansvarlig for husholdningen og fødens kvalitet. Titlen går tilbage til middelalderen.
- Den kongelige fiskemester, ansvarlig for kvaliteten af spisefiskene. Titlen går tilbage til middelalderen.
- Den kongelige overskænk, en ren ærestitel, der gav rang i 1. klasse nr. 12. Titlen gik tilbage til middelalderens mundskænk.
- Overfalkonermester, ansvarlig for falkonererne

Tidligere var hoffet modelleret over Ludvig 14.s hof i Versailles og omfattede fx også stillingerne:
- Maître des requêtes (= chef for ansøgningerne, dvs. en sekretærfunktion)
- Grand maître de la garderobe (= kongens påklæder, ansvarlig for garderoben)
- Directeur des spectacles (= chef for den franske komedie og den italienske opera på Hofteatret)